# 藝文紓困
藝文紓困，是中華民國文化部因應嚴重特殊傳染性肺炎疫情而造成藝文產業遭受衝擊的紓困補助和振興政策，有1.0和2.0兩種版本。1.0版本一共投入了新台幣15億元來進行補助，補助內容包含「各類型藝文事業及自然人減輕營運衝擊補助」，並從2020年3月18日開放申請至2020年4月10日截止，一共有7874件申請案，並有98%的案件符合申請資格。2.0版本於2020年5月4日受理申請，總預算為新台幣52.2億元，並包含兩項補助方案，分別是「各類型藝文事業及自然人減輕營運衝擊補助」以及2.0新增的「藝文艱困事業員工薪資及營運補助」等兩項補助，兩項補助的申請時間皆從2020年5月4日開始受理，截止時間前者為2020年6月10日，後者為2020年7月31日。

## 補助內容
1.0版本的補助內容包含「各類型藝文事業及自然人減輕營運衝擊補助」，補助對象主要是2020年1月15日至2020年3月31日間有受嚴重特殊傳染性肺炎疫情衝擊事實的藝文事業或藝文工作者，藝文事業最高補助上限為新台幣250萬元，藝文工作者使用自然人身份的話補助上限為新台幣6萬元。2.0版本中，除了1.0版本舊有的「各類型藝文事業及自然人減輕營運衝擊補助」外，也增加了「藝文艱困事業員工薪資及營運補助」，只要藝文事業的營業額收入低於50%就可以申請「藝文艱困事業員工薪資及營運補助」，文化部會補助每位員工40%的薪資（每人上限新台幣2萬元）以及一次性營運資金，並且沒有像「各類型藝文事業及自然人減輕營運衝擊補助」有新台幣250萬元的上限限制。另外，有申請1.0版本的「各類型藝文事業及自然人減輕營運衝擊補助」，也可以再次申請2.0版本；但如果有申請1.0版本的藝文工作者去申請中華民國勞動部「自營業作業者或無一定雇主之勞工生活補貼」，就不可以再申請2.0版本的文化紓困。

## 外部連結
- 中華民國文化部藝文紓困2.0專區 （页面存档备份，存于）